# SMC Austria
SMC Austria GmbH ist Hersteller, Partner und Lösungsanbieter für pneumatische und elektrische Automatisierungstechnik. Das Produktionsspektrum reicht vom Ventil bis zum Temperiergerät für unterschiedliche Industriebranchen. Die österreichische Zentrale in Korneuburg ist zugleich das CEE-Headquarters für 14 Länder in Zentral- und Osteuropa und ist Arbeitgeber für mehr als 930 Mitarbeiter im Raum CEE.

## Geschichte
Die SMC Corporation wurde im April 1959 in Tokio, Japan, von Yoshiyuki Takada gegründet und beschäftigt heute über 21.600 Mitarbeiter in über 80 Ländern weltweit. Im Jahr 1985 begann die Tätigkeit von SMC in Österreich. Fünf Jahre später, im Jahr 1990, etablierte sich der Standort SMC Pneumatik GmbH in Korneuburg. In den Jahren 2014 und 2015 wurde der Standort Korneuburg auf 37.000 m² erweitert.
2019 wurde aus der SMC Pneumatik GmbH die SMC Austria GmbH, da SMC sich zu einem Komplettanbieter automatisierter Steuerungen, einschließlich pneumatischer Ausrüstung, entwickelte und branchenspezifische Themen, wie u. a.  Energieeffizienz, Industrie 4.0 oder Maschinensicherheit abdeckt.

## Produktprogramm

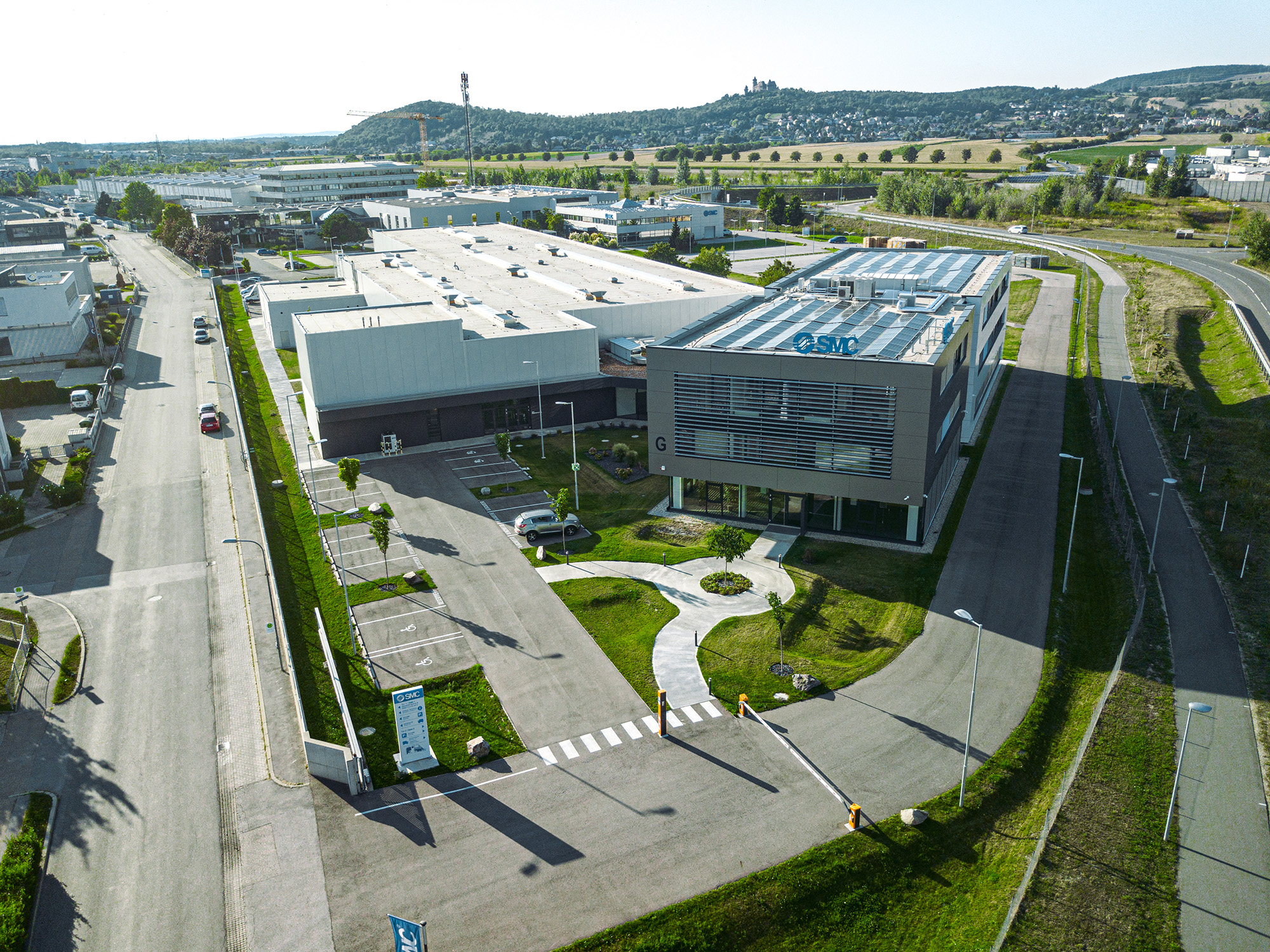
Headquarters SMC Austria GmbH in Korneuburg

SMC verfügt über ein Produktspektrum von mehr als 12.000 Basismodellen mit über 700.000 Varianten. Das Angebot erstreckt sich von pneumatischen und elektrischen Antrieben über Drucklufttechnik bis hin zur Prozesstechnik.
Folgende Kategorien werden hierbei abgedeckt:
- Elektrische, pneumatische & hydraulische Antriebe
- Ventile
- Luftaufbereitung
- Verbindungselemente, Schläuche & Durchflussregler
- Vakuum-Produkte
- Mediensteuerung &- aufbereitung
- Sensoren & Schalter
- Ionisierer
- Temperaturregelung
- Hochvakuumprodukte
- Reinraumprodukte
- ATEX-kompatible Produkte
- Robotik
- Maschinensicherheit

## Kernbereiche

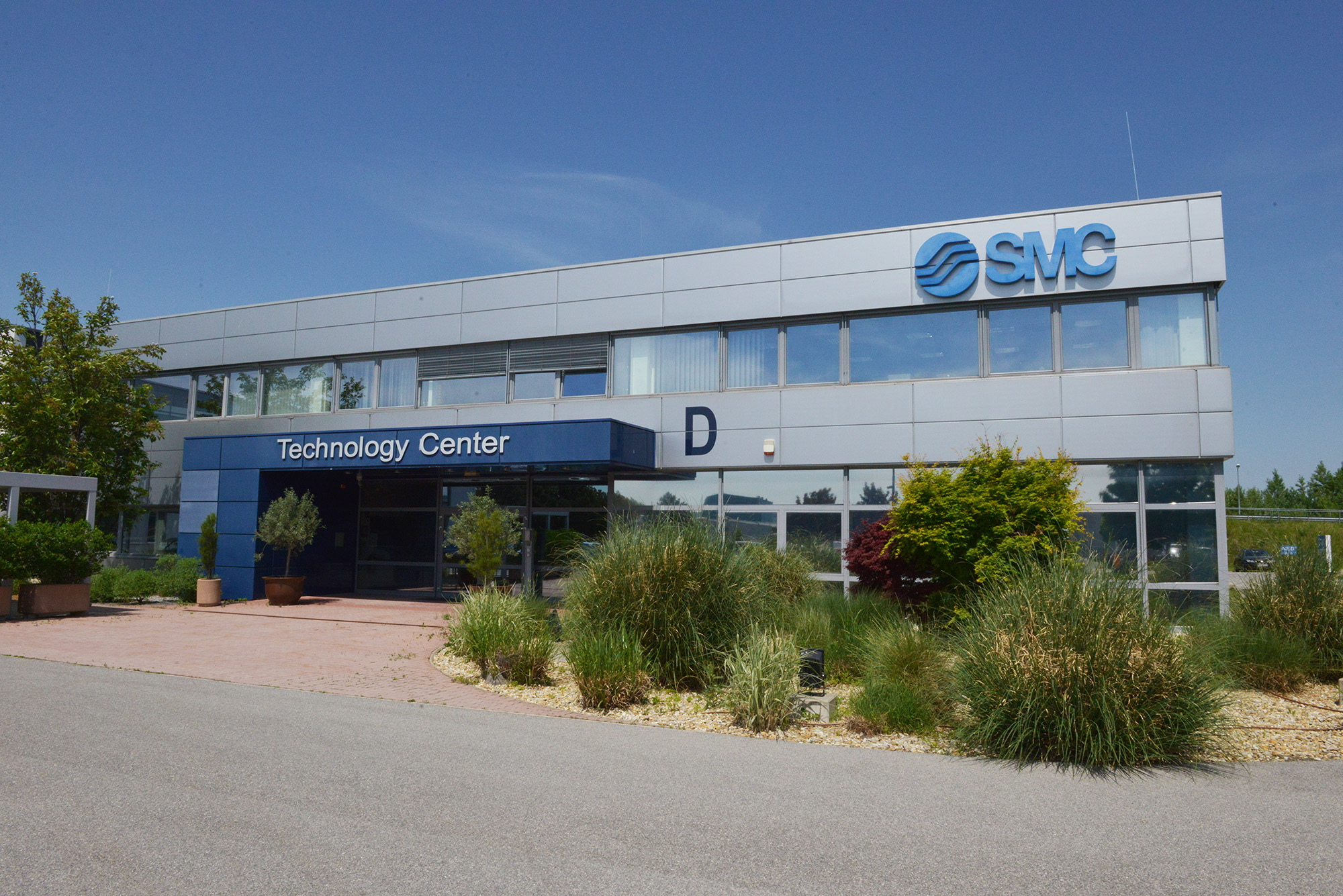
SMC Austria Technology Center in Korneuburg

Das österreichische Headquarters verfügt über ein Technology Center mit Labor, das ein Testen von Applikationen und Produkten ermöglicht. Der Firmenstandort in Korneuburg verfügt über eine lokale Zylinderproduktion (Rundzylinder, Kompaktzylinder, Zugstangenzylinder) und Baugruppenmontage (Wartungseinheiten, Ventilinseln, Schalttafeln und Schaltschränke).